# Йёргенсен, Йонас Аен
Йонас Аен Йёргенсен (дат. Jonas Aaen Jørgensen; род. 20 апреля 1986, Дания)  — датский профессиональный шоссейный велогонщик.

## Достижения

### Гранд-туры
| Гранд-тур       | 2011 | 2012 |
| --------------- | ---- | ---- |
| Джиро д’Италия  | —    | 141  |
| Тур де Франс    | —    | —    |
| Вуэльта Испании | 139  | —    |

| — | Не участвовал |